# Goniurosaurus
Goniurosaurus is een geslacht van hagedissen die behoren tot de gekko's en de familie Eublepharidae.

## Naam en indeling
De wetenschappelijke naam van de groep werd voor het eerst voorgesteld door Thomas Barbour in 1908. Er zijn 25 soorten, inclusief de pas in 2021 beschreven soort Goniurosaurus chengzheng.

## Verspreiding en habitat
De gekko's komen voor in delen van Azië en leven in de landen China, Japan en Vietnam. De habitat bestaat uit vochtige tropische en subtropische laaglandbossen, rotsige omgevingen, grotten, vochtige tropische

## Beschermingsstatus
Door de internationale natuurbeschermingsorganisatie IUCN is aan achttien soorten een beschermingsstatus toegewezen. Een soort wordt beschouwd als 'onzeker' (Data Deficient of DD), drie soorten als 'kwetsbaar' (Vulnerable of VU) en een soort als 'gevoelig' (Near Threatened of NT). Negen soorten worden gezien als 'bedreigd' (Endangered of EN) en vier soorten ten slotte staan te boek als 'ernstig bedreigd' (Critically Endangered of CR).

## Soorten
Het geslacht omvat de volgende soorten, met de auteur en het verspreidingsgebied.
| Naam                          | Auteur                                          | Verspreidingsgebied |
| ----------------------------- | ----------------------------------------------- | ------------------- |
| Goniurosaurus araneus         | Grismer, Viets & Boyle, 1999                    | Vietnam, China      |
| Goniurosaurus bawanglingensis | Grismer, Shi, Orlov & Ananjeva, 2002            | China               |
| Goniurosaurus catbaensis      | Ziegler, Truong, Schmitz, Stenke & Rösler, 2008 | Vietnam             |
| Goniurosaurus chengzheng      | Zhu, Liu, Bai, Roman-Palacios, Li, & He, 2021   | China               |
| Goniurosaurus gezhi           | Zhu, He, & Li, 2020                             | China               |
| Goniurosaurus gollum          | Qi, Grismer, Chen, Lyu, & Wang, 2020            | China               |
| Goniurosaurus hainanensis     | Barbour, 1908                                   | China               |
| Goniurosaurus huuliensis      | Orlov, Ryabov, Nguyen, Nguyen & Ho, 2008        | Vietnam             |
| Goniurosaurus kadoorieorum    | Yang & Chan, 2015                               | China               |
| Goniurosaurus kuroiwae        | Namiye, 1912                                    | Japan               |
| Goniurosaurus kwanghua        | Zhu & He, 2020                                  | China               |
| Goniurosaurus kwangsiensis    | Yang & Chan, 2015                               | China               |
| Goniurosaurus liboensis       | Wang, Yang & Grismer, 2013                      | China               |
| Goniurosaurus lichtenfelderi  | Mocquard, 1897                                  | Vietnam, China      |
| Goniurosaurus luii            | Grismer, Viets & Boyle, 1999                    | Vietnam, China      |
| Goniurosaurus orientalis      | Maki, 1931                                      | Japan               |
| Goniurosaurus sengokui        | Honda & Ota, 2017                               | Japan               |
| Goniurosaurus sinensis        | Zhou, Peng, Hou, & Yuan, 2019                   | China               |
| Goniurosaurus splendens       | Nakamura & Ueno, 1959                           | Japan               |
| Goniurosaurus toyamai         | Grismer, Ota & Tanaka, 1994                     | Japan               |
| Goniurosaurus varius          | Qi, Grismer, Lyu, Zhang, Li, & Wang, 2020       | China               |
| Goniurosaurus yamashinae      | Okada, 1936                                     | Japan               |
| Goniurosaurus yingdeensis     | Wang, Yang & Cui, 2010                          | China               |
| Goniurosaurus zhelongi        | Wang, Jin, Li & Grismer, 2014                   | China               |
| Goniurosaurus zhoui           | Zhou, Wang, Chen, & Liang, 2018                 | China               |